# Coccodiella melastomatum
Coccodiella melastomatum är en svampart som först beskrevs av Joseph-Henri Léveillé, och fick sitt nu gällande namn av I. Hino & Katum. 1968. Coccodiella melastomatum ingår i släktet Coccodiella och familjen Phyllachoraceae.   Inga underarter finns listade i Catalogue of Life.